# هيئة محلفين غير مسماة
تكون هيئة المحلفين غير المسماة المعروفة أيضًا باسم هيئة المحلفين المجهولة عندما يظل أعضاء هيئة المحلفين غير معروفين. وقد يطلب ذلك الادعاء أو الدفاع بهدف حماية هيئة المحلفين من وسائل الإعلام أو إغواء هيئة المحلفين المحتملة أو الضغط الاجتماعي لإعادة حكم معين.
في بعض الحالات يتم إخفاء هوية هيئة المحلفين عن الجميع، وفي حالات أخرى يتم اطلاع الادعاء والدفاع على هوية هيئة المحلفين ولكن لا يتم إعلان ذلك على العامة أو وسائل الإعلام.
يستخدم عدد من العوامل في معظم النظم التشريعية لتحديد ما إذا كانت هيئة المحلفين غير المسماة مناسبة أو لا. (1) تورط المدعى عليه في جريمة منظمة، و(2) مشاركة المدعى عليه في جماعة تمتلك القدرة على إيذاء المحلفين، و(3) محاولات المدعى عليه السابقة للتدخل في عملية التقاضي، و(4) احتمالية إصدار حكم بالسجن لمدة طويلة على المدعى عليه أو فرض غرامة كبيرة في حالة الإدانة، و(5) الشهرة الواسعة التي يمكن أن تعرض المحلفون للترهيب أو الضرر.

## حالات جديرة بالذكر
- ليروي بارنز قضية المخدرات الرئيسية عام 1977. تعتبر عمومًا أول حادثة لاستخدام هيئة المحلفين غير المسماة
- عملية أسرار العائلة محاكمة للجريمة المنظمة في شيكاغو.
- جون جوتي
- طالب دفاع جورج زيمرمان في قضية إطلاق النار على ترايفون مارتن (ولاية فلوريدا ضد جورج زيمرمان) بعدم كشف هوية هيئة المحلفين، متعللين بأن المحلفين قد يتم إرهابهم نتيجة الاهتمام الإعلامي الكبير واهتمام الرأي العام بالقضية.